# カーティス・メイフィールド
カーティス・リー・メイフィールド（Curtis Lee Mayfield、1942年6月3日 - 1999年12月26日）は、アメリカのミュージシャン、作曲家、マルチプレイヤー。

## 経歴

### 幼少期
1942年6月3日、イリノイ州シカゴに父ケネス・メイフィールド、母マリオン・ウィリアムズの子として生まれた。父親はカーティスが5歳のときに家族を捨てたため、以後母親に育てられることとなった。カーティスは母親のゴスペルやブルースのレコードを聴きつつ、ラジオで流れるポピュラー音楽に耳を傾けて育った。母親はまた彼にピアノの手ほどきもしている。
一方、カーティスは祖母のトラヴェリング・ソウル・スピリチュアリスツ教会に通って生のゴスペルに触れ、7歳のときにはノーザン・ジュビリー・ゴスペル・シンガーズに加入している。
彼はやがて独学でギターを弾くようになったが、その際ピアノの黒鍵の音をギターに当てはめるようにチューニングした。彼は、生涯この独特なFシャープ・チューニング（F#-A#-C#-F#-A#-F#）でギターを弾いていた。このため、カーティスの書いた楽曲の多くはGフラット、Fシャープ、Bナチュラルというあまり使われないキーで書かれていた

### インプレッションズ
1958年にはジェリー・バトラー、サム・グッデン、リチャード・ブルックス、アーサー・ブルックスらとともにインプレッションズとして音楽活動を始める。バトラーをリード・ヴォーカルとしてフィーチャーし、彼らは「フォー・ユア・プレシャス・ラヴ (For Your Precious Love)」のヒットを出すが、それに続くヒットが生まれず苦戦。
1960年にバトラーが脱退し、新メンバーとしてフレッド・キャッシュを迎えた。以後、新生インプレッションズは、再びヒット曲を量産するようになる。またこの年カーティスは、自作の楽曲に対する支払いが少ないことに不満を覚え、自身の出版社カートムを設立した。この会社は1968年にはレコード・レーベルに発展し、以後カーティスもここから作品をリリースするようになった。
1965年に発表した「ピープル・ゲット・レディ」は、公民権運動を背景に大ヒットした。同楽曲はアレサ・フランクリンやジェフ・ベック等多くのカバーが発表されているほか、2004年に発表されたローリング・ストーンの選ぶオールタイム・グレイテスト・ソング500では第24位に選ばれている。

### 1970年代以降の活動
1970年にカーティスはインプレッションズを抜けてソロ・アーティストとして活動を始め、マーヴィン・ゲイ、ダニー・ハサウェイ、スティーヴィー・ワンダーらと並んでニュー・ソウルと呼ばれた。初のソロ・アルバム『カーティス』からは、「イフ・ゼアズ・ア・ヘル・ビロウ・ウィア・オール・ゴナ・ゴー」（全米29位）、「ムーヴ・オン・アップ」（全英12位）がシングル・ヒットした。また、1972年に公開のブラックスプロイテーション映画『スーパーフライ』のサウンドトラックアルバム『スーパーフライ』を発表、Billboard 200で1位を獲得する。
プロデューサーとしても多くのアーティストの曲を手がけており、1975年にプロデュースしたザ・ステイプル・シンガーズ「レッツ・ドゥ・イット・アゲイン (Let's Do It Again)」とトニー・オーランド&ドーン「恋のシーソー・ゲーム（He Don't Love You(Like I Love You)」はBillboard Hot 100において共に1位を獲得した。
1984年3月、カーティスは初来日公演を行なった。その後、1990年にも大阪の「国際花と緑の博覧会」のイベント出演のために再度来日をしている。

### 照明機器事故とその後
1990年8月13日、ニューヨークのコンサート会場で強風に煽られた照明機器が落下し、カーティスを直撃。その後遺症で首から下が不随となった。しかしながら引退はせず、周囲の助力で1996年にアルバム『ニュー・ワールド・オーダー』を発表した。
1998年、糖尿病の合併症により右脚を切断。
1999年にロックの殿堂入りを果たした。プレゼンターをショーン・コムズが務めたが、授賞式には出席できず、ビデオレターでコメントを寄せた。その後の12月26日に、ジョージア州ロズウェルの病院で糖尿病の合併症により死去、57歳だった。

## 影響
アメリカのソウル、R&Bシーンに多大な影響を残したほか、ボブ・マーリーなどにも強い影響を与えた。
米人気ラッパーのカニエ・ウェストは彼の2作目のスタジオアルバムである『Late Registration』に収録されている「Touch The Sky」にて、カーティスの代表曲である「Move On Up」をサンプリングしている。なお、カニエのこのアルバムは批評家などから高い評価を得ている。
日本でも山下達郎や田島貴男に影響を与え、特にアルバム『There's No Place Like America Today』について田島は「心の一枚」、山下は「僕は本当に煮詰まった時、あのレコードをかける。」、収録曲の「Billy Jack」を「私の全人生の中で最も好きな音楽の一曲」と語っている。

## 受賞など
- 「ローリング・ストーンの選ぶ歴史上最も偉大な100人のシンガー」において第40位[11]。
- 「ローリング・ストーンの選ぶ歴史上最も偉大な100組のアーティスト」において第98位。
- 2011年、「ローリング・ストーンの選ぶ歴史上最も偉大な100人のギタリスト」において第34位。
- 1991年にインプレッションズ名義、及び1999年にソロ名義で『ロックの殿堂』入り。

## ディスコグラフィ

### アルバム
- 『カーティス』 Curtis (1970年)
- 『カーティス/ライヴ!』 Curtis/Live! (1971年)
- 『ルーツ』Roots (1971年)
- 『スーパーフライ』 Superfly (1972年)
- 『バック・トゥ・ザ・ワールド』 Back to the World (1973年)
- Curtis in Chicago (1973年)
- Sweet Exorcist (1974年)
- Got to Find a Way (1974年)
- There's No Place Like America Today (1975年)
- Give, Get, Take and Have (1976年)
- Never Say You Can't Survive (1977年)
- Do It All Night (1978年)
- Heartbeat (1979年)
- Something to Believe In (1980年)
- Love is the Place (1981年)
- Honesty (1982年)
- We Come in Peace With a Message of Love (1985年)
- Live in Europe (1988年)
- Take It to the Streets (1990年)
- New World Order (1996年)

### 楽曲提供
- 「モンキー・タイム」 - メイジャー・ランス
- 「Um,Um,Um,Um,Um」 - メイジャー・ランス
- 「ママ・ディドント・ライ」 - ジャン・ブラッドリー
- 「オン・アンド・オン」 - グラディス・ナイト＆ピップス (1974年)
- 「レッツ・ドゥ・イット・アゲイン」 - ザ・ステイプル・シンガーズ (1975年)
- 「ギヴィン・ヒム・サムシング・ヒー・キャン・フィール」 - アレサ・フランクリン (1976年)